# Ardeni 1945.
Aredeni 1945 je sveska strip serijala Mister No objavljena u Srbiji u #34 obnovljene edicije Zlatne serije koju je pokrenuo Veseli četvrtak u februaru 2018. godine. Sveska je izašla 2.12.2021. god. i koštala 350 dinara (3,45 $; 2,96 €). Pored nje, objavljena je i kratka epizoda Trgovci oružjem.

## Originalna epizoda
Epizoda je premijerno objavljena pod nazivom Ardene 1945 u #4 edicije Almanacco dell'Avventura u Italiji u izdanju Bonelija 1.10.1997.

## Prethodna i naredna sveska
Prethodna sveska ZS sadržala je epizodu Dilan Doga pod nazivom Mračno mesto (#33), a naredna Priče iz baze "Drugde" pod nazivom Čovek koji je pričao priče (#35).